# Dakotadon
Dakotadon lakotaensis
Genre
Espèce
Dakotadon (qui signifie « dent du Dakota ») est un genre de dinosaures éteint d'iguanodontes de la formation Lakota du Crétacé inférieur de l'âge barrémien du Dakota du Sud, aux États-Unis, connu à partir d'un crâne partiel. Il a été décrit pour la première fois en 1989 sous le nom d’Iguanodon lakotaensis, par David B. Weishampel et Philip Reese Bjork (d). Son affectation a été controversée. Certains chercheurs suggèrent qu’Iguanodon lakotaensis était plus basal qu’Iguanodon bernissartensis, et lié à Theiophytalia, mais David Norman a suggéré que c'était un synonyme d’Iguanodon bernissartensis. Gregory S. Paul, travaillant sur une révision des espèces d'iguanodontes, a donné à I. lakotaensis son propre genre (Dakotadon) en 2008. Confirmé par A. T. McDonald et al. (2010),,, et F. J. Verdú et al. (2021),. Le genre ne contient qu'une espèce, Dakotadon lakotaensis.